# Erycibe kinabaluensis
Erycibe kinabaluensis är en vindeväxtart som beskrevs av Hoogl. Erycibe kinabaluensis ingår i släktet Erycibe och familjen vindeväxter. Inga underarter finns listade i Catalogue of Life.